# Paranaudus terebrans
Paranaudus terebrans är en insektsart som först beskrevs av Henri Saussure 1878.  Paranaudus terebrans ingår i släktet Paranaudus och familjen syrsor. Inga underarter finns listade i Catalogue of Life.